# Ice Racing
L'Ice Racing (curses sobre gel en anglès), o Ice Speedway, és una disciplina esportiva motociclista de velocitat sobre una pista de gel ovalada d'entre 260 m (0,16 milles) i 425 m (0,264 milles) de longitud, que els pilots recorren en sentit contrari al de les busques del rellotge. L'Ice Racing és l'equivalent de l'Speedway sobre gel: l'estructura de la cursa i la puntuació és similar a la d'aquella altra disciplina, així com les motocicletes que s'hi fan servir, tot i que les d'Ice Racing tenen una distància entre eixos més llarga i un xassís més rígid.

## Categories

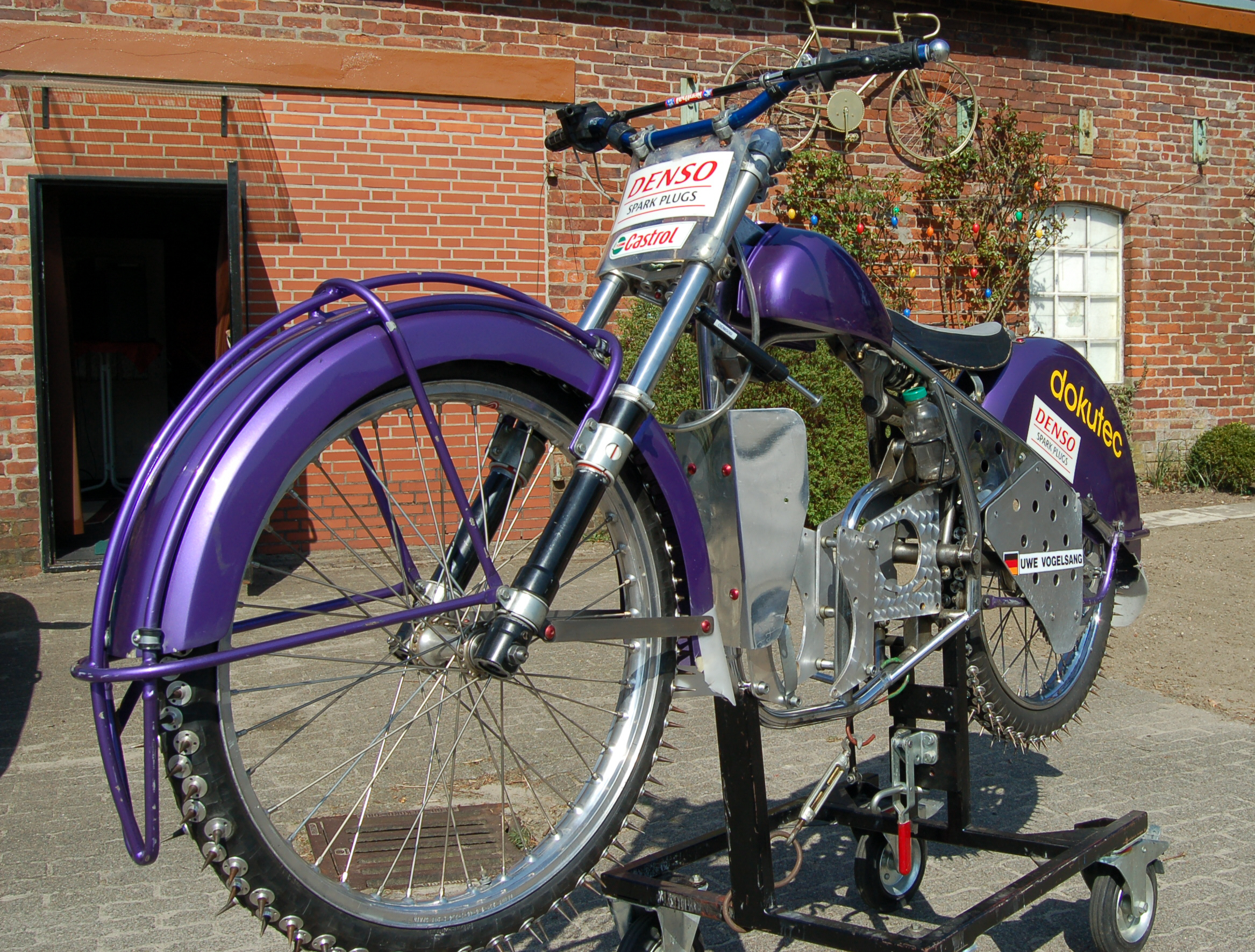
Una moto d'Ice Racing (sense motor)

L'esport es divideix en dues categories: pneumàtics totalment de cautxú i pneumàtics amb claus.
La categoria de pneumàtics amb claus permet dur claus (puntes d'acer) al pneumàtic, amb una mida de fins a 30 mm de longitud (1,2 polzades), cargolats a cada banda de rodament dels pneumàtics. Cada motocicleta porta 90 puntes al pneumàtic davanter i entre 200 i 500 al del darrere. L'ús d'aquestes puntes fa que calguin unes guardes de protecció especials sobre les rodes, similar als parafangs, que arriben gairebé a la superfície del gel.

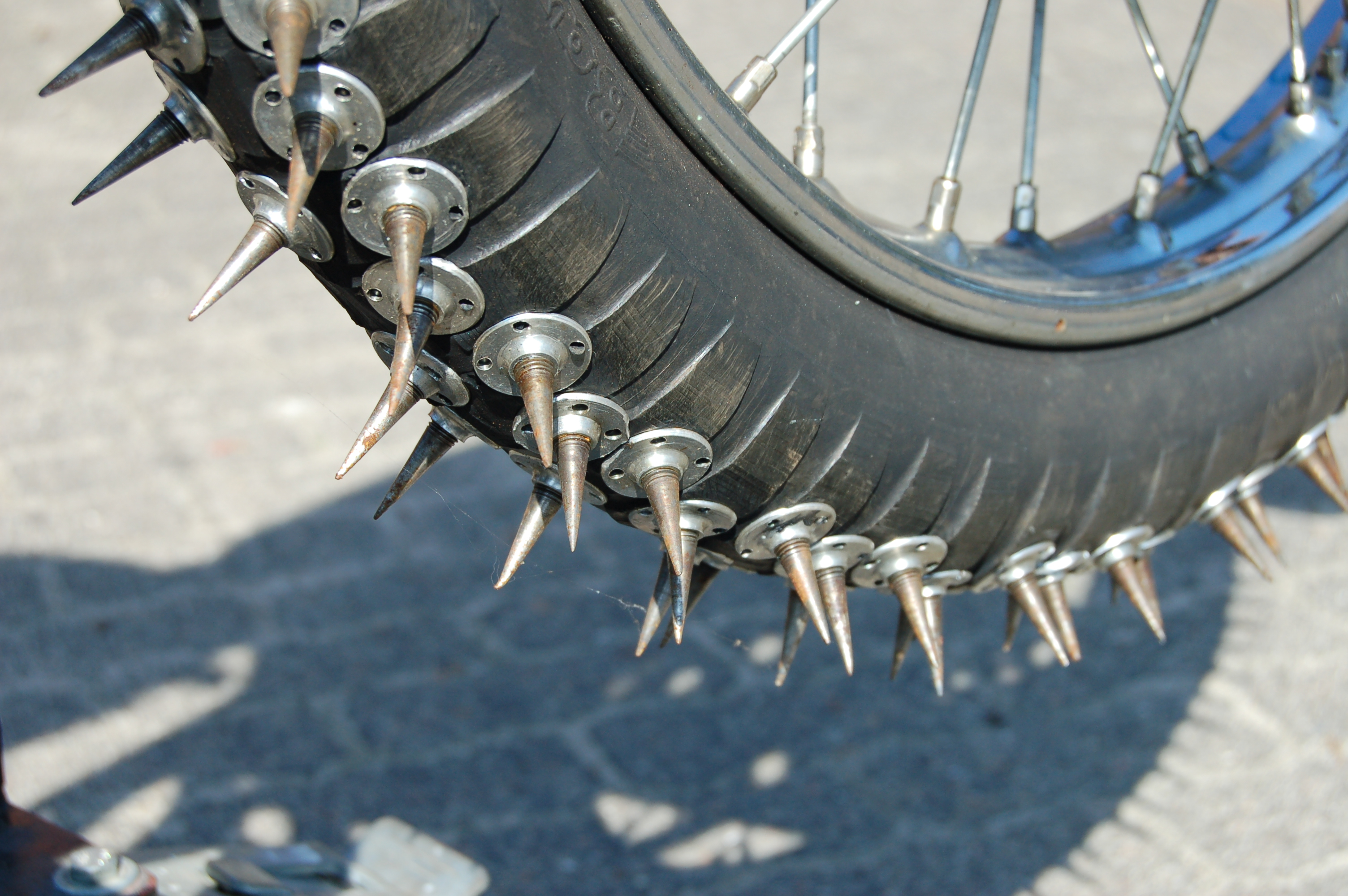
Vista d'un pneumàtic amb claus

Els pneumàtics de claus produeixen una gran quantitat de tracció i això implica que les motocicletes vagin equipades amb caixa de canvis de dues velocitats. Com en Speedway, les motocicletes no tenen frens.
Les motocicletes txeques Jawa amb motor de quatre temps han estat històricament les dominadores d'aquest esport.
A la categoria de pneumàtics amb claus no hi ha derrapatges als revolts a causa de l'adherència produïda per les puntes en clavar-se al gel. En canvi, els pilots inclinen espectacularment la moto als revolts fins a quasi fregar la superfície de la pista amb el manillar. S'arriba a velocitats d'aproximadament 130 km/h (80 mph) en recta i 97 km/h (60 mph) als revolts. La barrera de seguretat en general consisteix en bales de palla o cavallons de neu el gel al voltant de la vora exterior de la pista.
L'estil de pilotatge necessari per a les curses amb pneumàtics de claus és diferent de l'emprat a la resta de disciplines de curses en pista. Això significa que els pilots d'Ice Racing rarament participen en curses de Speedway o les seves variants, i viceversa.

## Competició

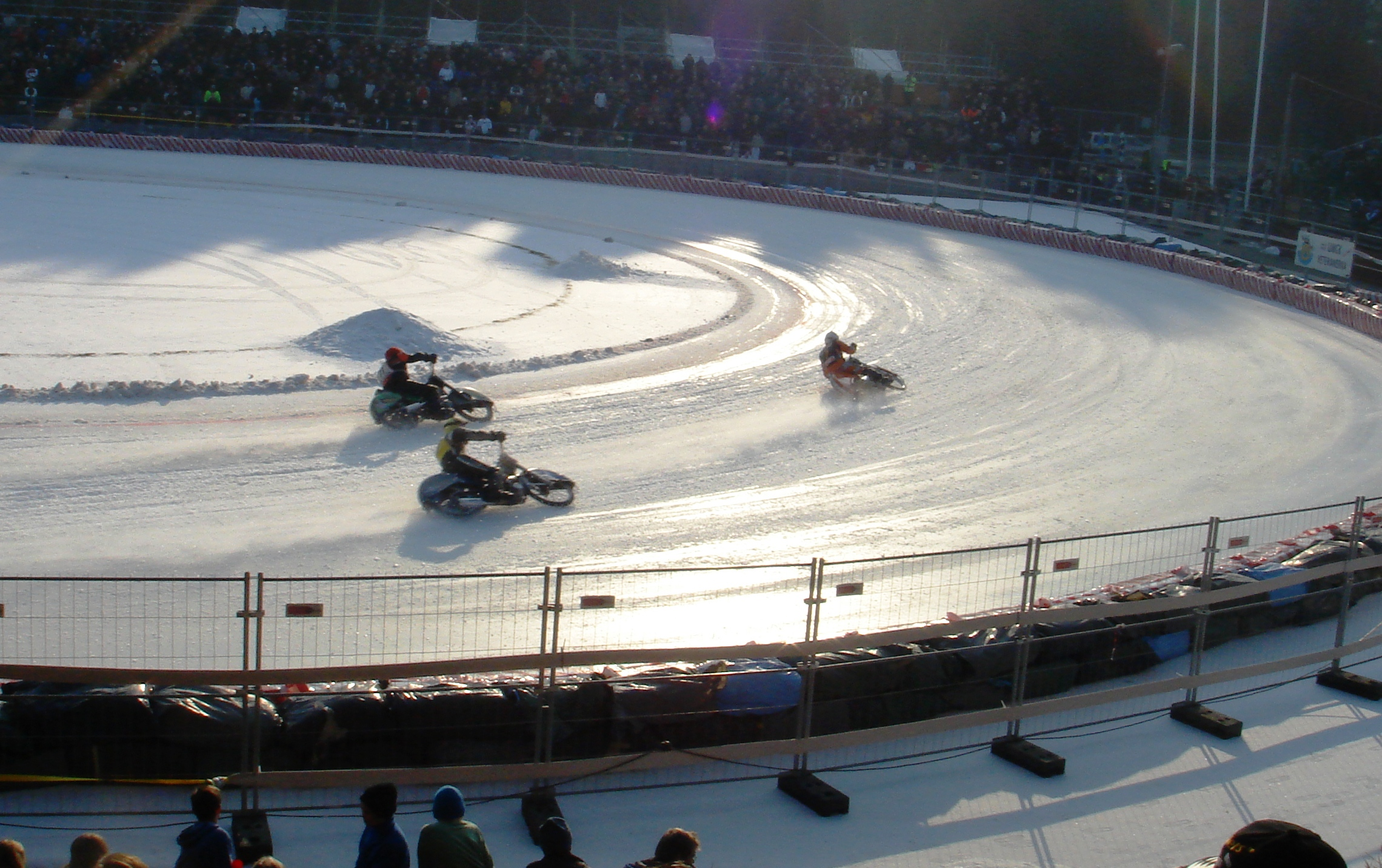
Cursa del Campionat de Suècia (2007)

La major part de les competicions oficials de la FIM (Fédération Internationale de Motocyclisme) per equips i individuals se celebren a Rússia, Suècia i Finlàndia, però també se'n corren de tant en tant a la República Txeca, Alemanya, els Països Baixos i altres països europeus.
El Campionat del Món d'Ice Racing individual (celebrat des de 1966) i el Campionat del Món d'Ice Racing per equips (celebrat des de 1979) han estat dominats per pilots de l'URSS des de bon començament fins al 1991, i des d'aleshores per pilots de Rússia a causa de la desaparició de l'anterior estat soviètic.
Al Canadà s'hi celebren les National Touring Series organitzades per la Canadian Motorcycle Association.